# Femme-sable
Pour les articles homonymes, voir Quicksand.
La Femme-sable (« Quicksand » en VO, parfois nommée Sable mouvant en VF) est une super-vilaine évoluant dans l’univers Marvel de la maison d'édition Marvel Comics. Créé par le scénariste Tom DeFalco et le dessinateur Ron Frenz, le personnage de fiction apparaît pour la première fois dans le comic book Thor #392 en juin 1988.

## Biographie du personnage

### Origines
D’origine vietnamienne, celle qui est devenue la Femme-sable était une scientifique travaillant dans une centrale nucléaire quand un accident la changea en sable vivant (l’équivalent féminin de l’Homme-sable). De colère, elle tenta de détruire le réacteur nucléaire mais elle fut stoppée par Thor, qui envoya la centrale dans une autre dimension. La Femme-Sable en profita pour fuir.

### Parcours
La Femme-Sable fut par la suite contactée par la Mangouste qui travaillait pour le seigneur Tagar. Ce dernier voulait un échantillon de l’ADN cellulaire de Thor pour créer une nouvelle race divine. Après qu’on lui eut promis de lui rendre son apparence humaine, elle accepta. Trop faible face à Thor, elle s'enfuit dès que la Mangouste réussit à prélever les cellules du dieu.
Elle devint super-criminelle et fut engagée au sein des Fémizones par Superia, jusqu’à ce que l’organisation soit dissoute par Captain America et le Paladin.
Plus tard, le dieu égyptien Seth l’envoya avec Bison et la Mangouste récupérer un échantillon détenu par le SHIELD, mais elle fut stoppée par Power Man et Thunderstrike. Durant le combat, Bison se rangea du côté du SHIELD et put partir sans être arrêté.
On revit la Femme-sable, au sein des Maîtres du mal de Crimson Cowl, être battue par les Thunderbolts.
Récemment, elle a été congelée et capturée par le baron Zemo.

### Dark Reign
Lors de l'arc narratif Dark Reign, la Femme-sable devient un membre de l'Initiative. Elle fait partie des Femmes guerrières, dans l'état du Delaware.

## Pouvoirs et capacités
Le corps de la Femme-sable est constitué de 250 kg de sable qu'elle contrôle mentalement. Elle peut absorber du sable et changer sa taille et sa masse. Elle peut remodeler, manipuler et même totalement disperser et réintégrer les grains de sable qui forment son corps, pour devenir une tornade humaine.
En complément de ses pouvoirs, la Femme-sable est une physicienne nucléaire compétente. 
- La Femme-sable possède une force surhumaine. En pleine forme, elle peut soulever jusqu'à 90 tonnes pendant quelques minutes.
- Sa résistance est elle aussi phénoménale. Elle ne craint pas les impacts et peut se reconstituer en cas de dispersion[1].
- Elle peut aussi contrôler sa densité et la consistance de son corps sableux, dans certaines limites, et peut accroître sa taille et sa masse, dans des limites là encore indéterminées. Cependant, elle ne semble pas capable de retrouver sa forme humaine sans assistance technique supplémentaire[1].

Sa principale faiblesse réside en sa force : étant constituée de sable, une exposition à une trop forte chaleur la transforme en verre et l'immobilise. Au contact de l'eau, elle se transforme en boue, ce qui la ralentit.